# Romeleåsen
Romeleåsen é uma montanha de tipo horst da província histórica da Escânia  . 

O seu ponto mais alto tem 186 metros. 

Esta montanha está localizada entre as cidades de Lund e Ystad.